# Projeção da consciência
Projeção da Consciência (PC) (ou experiência fora-do-corpo (EFC))[outros sinônimos] é um termo usado no esoterismo que descreve um fenômeno paranormal: a saída da consciência do corpo humano e uma manifestação em uma "dimensão extrafísica". O Espiritismo denomina esta "dimensão extrafísica" como plano espiritual. A experiência fora-do-corpo (do inglês out-of-body experience) pode ser caracterizada também como sendo a sensação de saída ou escape do corpo físico, sendo possível observar a si próprio e ao mundo afora de uma outra perspectiva.

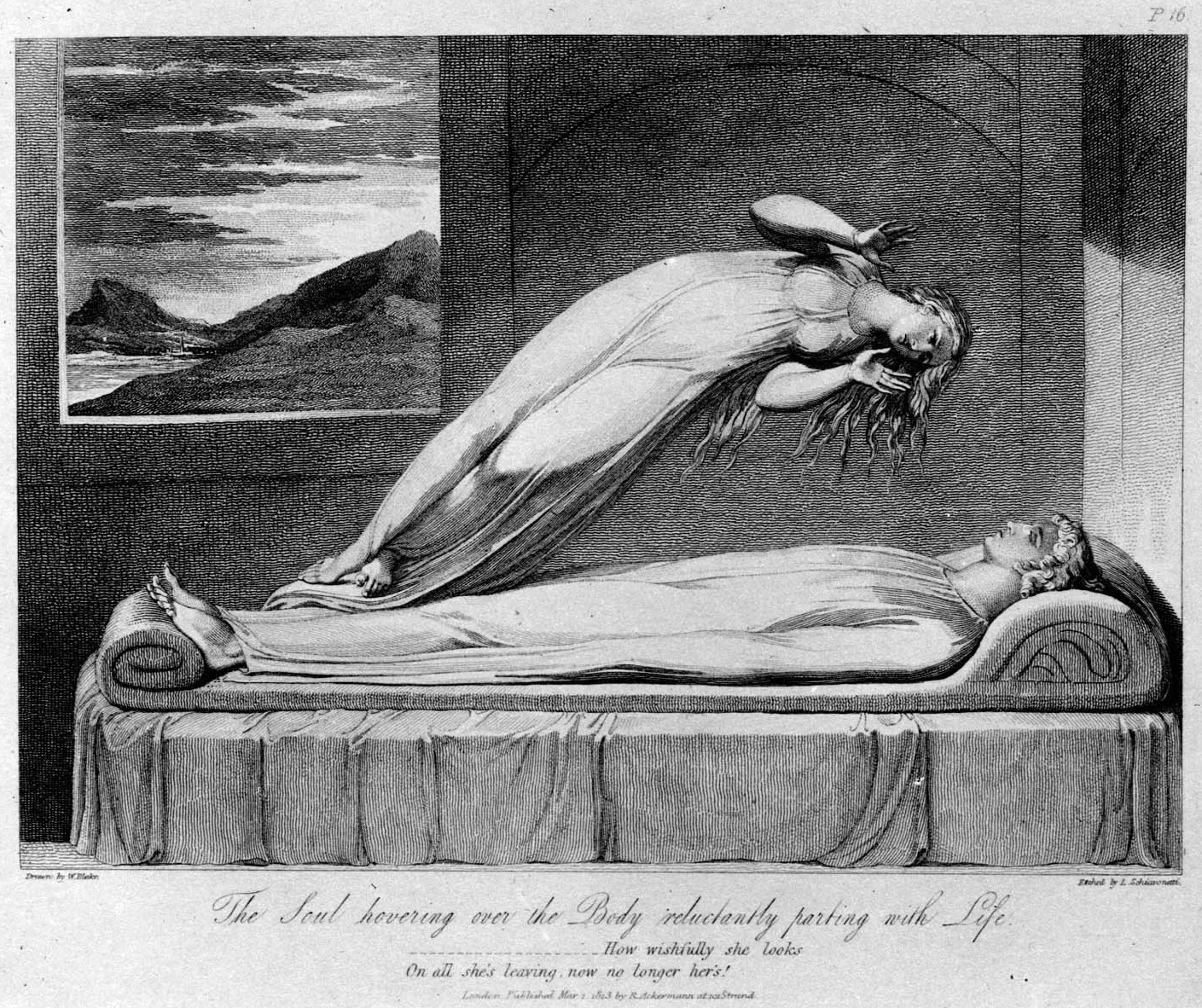
A alma deixando o corpo (ilustração de L. Schiavonetti, 1808)

Tais experiências seriam realizadas por qualquer pessoa, por meio do sono, via meditação profunda, técnicas de relaxamento, ou involuntariamente, durante episódios de paralisia do sono, trauma, variações abruptas da atividade emocional e estresse, experiência de quase-morte, deprivação sensorial, estimulação elétrica do giro angular direito do cérebro, estimulação eletromagnética, experiências de ilusão de óptica controladas, e através de efeitos neurofisiológicos
por indução de drogas.
A projeção da consciência com frequência é associada ao esoterismo e o movimento da Nova Era. Explicações científicas que seguem o princípio da parcimônia fazem previsões suficientes e pontuais acerca do fenômeno de experiência fora-do-corpo e outros estados alterados de consciência.

## Teorias

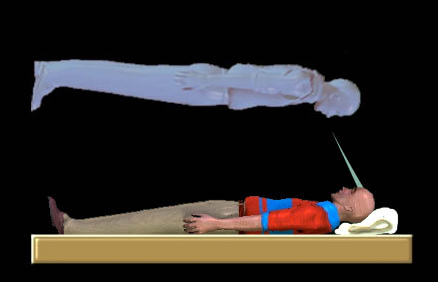
Imagem alegórica da projeção de consciência

Existem diversos relatos de projeções conscientes, inclusive publicados em forma de diário. Por exemplo as publicações dos autores estadunidenses Robert Monroe (“Viagens Fora do Corpo”, de 1971) e William Buhlman (“Out of Body” de 1996); como também dos brasileiros Waldo Vieira (“Projeções da Consciência”, de 1981), Moisés Esagüi e Wagner Borges.
Tais autores fundariam posteriormente instituições dedicadas ao estudo e pesquisa do fenômeno descrito, entre outras atividades.
Os céticos acerca das projeções da consciência veem tais fenômenos como alucinações. Essa hipótese é apoiada em experimentos nos quais há a indução do estado quase-morte (EQM) por medicações anestésicas como a quetamina, pela indução de hipóxia cerebral, estimulação elétrica do giro angular direito do cérebro e outros cenários de alteração neurofisiológica e cognitiva, como suportados por experimentos.
A hipótese de alucinação segue a Navalha de Occam, o princípio da parcimônia, pois não há nenhum estudo que sustente a existência de um plano não-físico, não-mensurável, onde há interação de substância não-físicas com substâncias físicas (causalidade) , devido, pontualmente, ao caráter não-mensurável e estritamente subjetivo, onírico e possivelmente alucinógeno das experiências.
Não há resistência por parte de pesquisadores céticos para o estudo de fenômenos, basta que uma análise de caso faça surgir uma teoria científica. Uma teoria científica segue o método científico para tentar descrever um fenômeno com austeridade e realizar previsões com alto grau de precisão. Uma teoria com proposições acerca de elementos não-mensuráveis (não detectados) que são por definição não-físicos não conseguem descrever a realidade, situação em que a teoria é descartada porque se torna irrefutável (falseabilidade). Todos os centros de pesquisa científicos seguem o naturalismo biológico como posicionamento filosófico capaz de descrever o mundo com precisão e gerar conhecimento confiável. Se um fenômeno não pode ser detectado por aparatos físicos, ou seja, por aparatos científicos, então muitos fenômenos podem existir de maneira aleatória e nenhum tem relevância maior porque não podem ser detectados por mais que o pesquisador espiritual insista no caráter particular, privado e introspectivo do fenômeno. Vale lembrar que inúmeros danos cerebrais também sustentam experiências subjetivas, privadas, mas nenhuma se traduz como confiável para descrever a realidade.
Sonhos podem ter seu conteúdo cognitivo visualizado através de aparatos neurocientíficos, onde o pesquisador consegue montar quadros dos esquemas audiovisuais que o paciente está experimentando. Uma mesma aproximação de estudo já criou uma máquina capaz de ler os pensamentos de maneira rudimentar.
A projeção da consciência é uma experiência tipicamente subjetiva, descrita muitas vezes como próxima a sensação corporal de estar flutuando como um balão, e, em alguns casos, conforme relatos, havendo a possibilidade de estar vendo o próprio corpo físico, olhando-o sob o ponto de vista de um observador, fora do seu próprio corpo (autoscopia). Estatisticamente, uma em cada dez pessoas afirma ter tido algum tipo de experiência fora do corpo em suas vidas.
Segundo Vieira, quando o metabolismo e as ondas cerebrais diminuem, durante o sono, os laços energéticos que seguram o corpo astral ao corpo físico se soltariam, então a pessoa, através deste, seria projetada para fora do corpo humano. Dependendo do estado de lucidez, são relatados posteriormente como sonhos, sonho lúcido ou uma experiência extracorpórea totalmente lúcida. Durante a projeção propriamente dita o laço entre corpo astral e o corpo físico é mantido pelo chamado “cordão de prata”. Este romperia apenas no momento da morte biológica. Vieira também insiste em ressaltar o aspecto evolutivo da projeção consciente afirmando que “sair do corpo humano, com lucidez, é a mais preciosa e prática fonte de esclarecimentos e informações prioritárias acerca dos mais importantes problemas da vida, elucidando-nos sobre quem somos, de onde viemos e para onde vamos”. O seu tratado Projeciologia: Panorama das Experiências da Consciência Fora do Corpo Humano (1986) foi escrito com a proposta de chancelar a pesquisa científica sobre o tema.
Segundo a concepção espírita, o desdobramento trata-se de um processo de exteriorização do perispírito do corpo físico. O perispírito, durante este processo, sempre permanece ligado ao corpo por uma espécie de cordão umbilical fluídico. É um estado de relativa liberdade perispiritual, análogo ao sono, em que podemos agir semelhantemente a um desencarnado, podendo nos afastar a distâncias consideráveis de nosso corpo físico. O desdobramento pode ser inconsciente (caso em que ao retornar ao corpo, a pessoa não lembra da experiência), semiconsciente (caso em que ao retornar ao corpo, a pessoa lembra apenas veladamente da experiência) ou consciente (caso em que ao retornar ao corpo, a pessoa lembra claramente da experiência) e, esse último caso pode ser iniciado através de operadores encarnados ou desencarnados (benfeitores ou obsessores). Também pode ser parcial, que é quando o perispírito não deixa o corpo físico totalmente (situação na qual as faculdades psíquicas são muito ampliadas) ou total, quando o perispírito deixa o corpo físico. Essa faculdade também pode ser desenvolvida através de exercícios metódicos. Também é chamado de emancipação da alma, desdobramento astral, projeção astral ou exteriorização. O Livro dos Espíritos de Allan Kardec trata bastante do assunto, em sua parte 2, "Capítulo VIII - Emancipação da Alma".
O pesquisador espírita italiano Ernesto Bozzano escreveu sobre o assunto em uma série de obras notórias, como "Dei fenomeni di bilocazione" (1934).

## Projeções
Existiriam alguns tipos de projeções e níveis de lucidez:

### Níveis de lucidez
- Projeção inconsciente: ocorreria quando o projetor sairia do corpo totalmente inconsciente. Seria um "sonâmbulo extrafísico". A maioria absoluta da população do planeta faria esta projeção durante o sono ou cochilo e estas seriam posteriormente relatadas como sonhos.
- Projeção semiconsciente: ocorreria quando o grau de consciência é intermediário, e a pessoa ficaria sonhando acordado fora do corpo, totalmente iludido por suas ideias oníricas. Conhecido também como sonho lúcido.
- Projeção consciente: ocorreria quando o projetor sairia do corpo e manteria a sua consciência durante todo o transcurso da experiência extracorpórea. São poucos que dominariam esta projeção.

### Tipos de projeções

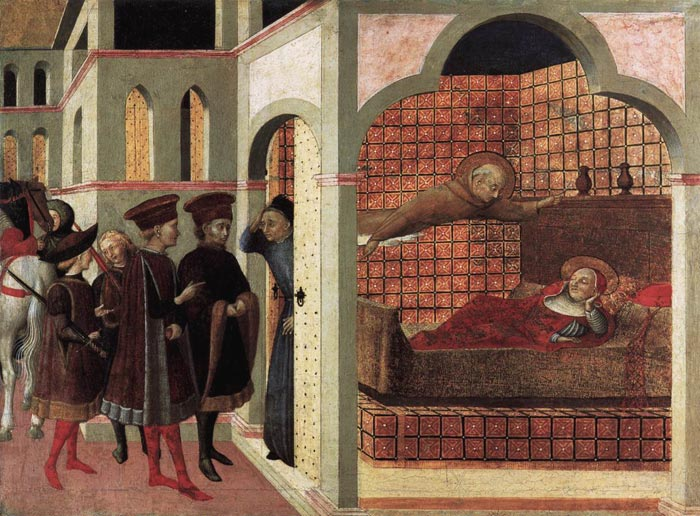
Alegoria que representa uma projeção consciente em tempo-real realizada por São Ranieri (obra produzida em 1444 por Stefano di Giovanni)

- Projeção em tempo-real: quando o projetor projetar-se-ia para fora do corpo físico e cairia num suposto plano mais próximo ao plano físico, vivenciando tudo ao seu redor. Quem conseguiria este tipo de projeção, poderia relatar acontecimentos do cotidiano, naturais e extrafísicos. A depender do nível do projetor, seria possível interagir com o plano físico.
- Projeção involuntária: ocorreria com a maioria das pessoas que acordariam dentro dos sonhos sem sua própria vontade.
- Experiência quase-morte: seria a experiência ocorrida quando, devido a uma doença grave ou acidente, a pessoa sofre o chamado estado de quase morte. O coração e todos sinais vitais, inclusive as ondas cerebrais detectadas por aparelhos, parariam e a morte clínica do paciente estaria atestada pelos médicos. Nessas situações, acredita-se que o suposto espírito não se desligaria do 'corpo físico' e o paciente ressuscitaria, ou seja, apenas que a experiência subjectiva se mantém porque o sistema nervoso ainda apresenta atividade ínfima, pois o processo de necrose (morte celular não-programada) não se instalou. Após o retorno de consciência, cerca de 11%[23] dos pacientes relatam experiências detalhadas acerca de como podem supostamente descrever com detalhes aconteceu enquanto estava "morto", pois, na interpretação dualista, manteriam a consciência ou espírito no suposto plano astral, fora do corpo físico, enquanto tinham a sensação de pairar sobre o corpo. Para o psicólogo e parapsicólogo espiritualista Titus Rivas, a EQM não pode ser completamente explicada por causas fisiológicas ou psicológicas, pois a consciência funcionaria indepedentemente da atividade cerebral.[24]
- Projeção voluntária: este tipo de experiência poderia ser induzida através de técnicas projetivas,[25] meditação, amparo de supostas entidades extrafísicas, entre outras. Segundos os praticantes de Yoga, Teosofia, algumas correntes filosóficas e escolas de estudos do pensamento a "projeção consciente"  poderia ocorrer com qualquer pessoa, esteja ela consciente do fato ou não. Isto quer dizer que uma pessoa poderia "projetar sua consciência" sem saber que está realizando esta ação, no entanto, seu subconsciente está plenamente ciente da condição existencial que está sendo vivenciada.
- Projeção lúcida: ver Projeção consciente.

## Fenomenologia das experiências extracorpóreas
- Ballonnement - sensação de abaloamento ou inchaço.
- Catalepsia projetiva - estado em que a consciência ou experiência subjectiva se encontra no corpo, mas sem domínio sobre este; é comum no começo e principalmente no fim da experiência extracorpórea, normalmente durando poucos instantes; estado de paralisia astral passível de ocorrer durante a projeção, normalmente com praticantes iniciantes espiritualistas.
- Estado vibracional - sensação de intensa vibração interna.
- Ruídos intracranianos - ruídos naturais que podem ocorrer no momento do deslocamento do psicossoma (ou corpo astral) para fora do corpo físico.

Toda fenomenologia está inserida na experiência, seja ela de cunho espiritualista (durante a meditação ou prática de atividade espiritual), experimentação científica controlada como as patrocinadas pela ASPR (American Society for Psychical Research) no século passado, ou durante episódios de paralisia do sono, traumas, EQM, estimulação elétrica do giro angular direito do cérebro e outras experiências de ilusão de óptica controladas, etc.

## Experimentos
A projeção da consciência na sua ontologia dualista não sustenta nenhuma teoria científica, ou seja, não possui um modelo de síntese consistente de hipóteses e previsões testáveis, sendo assim classificada como pseudociência pela ciência tradicional. Uma teoria falseável (falseabilidade) faz predições suficientemente precisas para que a teoria possa ser suficientemente refutada. Embora existam muitas interpretações sobre os chamados veículos espirituais ou astrais, nenhum apresenta hipóteses e previsões testáveis através de medições "físicas". Seu caráter subjetivo torna imprescindível a "autoexperimentação".
Segundo alguns pesquisadores, o escritor Honoré de Balzac em sua obra parcialmente autobiográfica "Louis Lambert" (1832), na qual relata um caso de projeção da consciência, foi o primeiro a propor a estruturação de uma nova ciência para o estudo desse fenômeno e suas implicações.
O cientista Charles Tart, que é um dos maiores defensores de que a consciência realmente se projeta para fora do corpo humano, fez vários experimentos sobre o assunto, como mostra por exemplo o seu artigo Psychophysiological Study of Out of Body Experiences in a Selected Subject (Estudos Psicofisiológicos de Experiências Fora do Corpo em Sujeito Selecionado), publicado originalmente no Journal of the American Society for Psychical Research. Nos anos 60, ele se tornou o pioneiro na pesquisa da projeção da consciência em experimentos laboratoriais controlados, tendo documentado que durante os períodos relatados pelos projetores enquanto estiveram "fora do corpo humano", seus padrões de ondas cerebrais foram diferente dos padrões do sono, do sonho, da sonolência e de outros estados alterados da consciência (expressão proposta pelo próprio Tart), e diferente até mesmo da vigília física ordinária (estado acordado).
É bastante famoso o experimento conduzido em um Laboratório do Sono na Universidade da Califórnia pelo Dr. Charles Tart (com apoio do Dr. Arthur Hastings) tendo como objeto de estudo a jovem apelidada de "Miss Z", no qual a mesma, segundo Tart, obteve sucesso ao realizar a projeção da consciência e observar um conjunto aleatório de cinco algarismos presentes em outra sala próxima ao laboratório em que seu corpo estava, com sua atividade cerebral monitorada.
Outro experimento famoso foi conduzido em 1972 pelo cientista Karlis Osis (o então diretor de pesquisas da  American Society for Psychical Research) tendo como objeto de estudo o pintor Ingo Swann. Durante o experimento, oito objetos-alvo diferentes foram escondidos da visão física de Swann em uma plataforma suspensa na sala em que ele estava para que ele, com eletrodos colocados em seu corpo, tentasse fazer uma projeção consciente e descobrir quais eram os objetos. O pintor descreveu verbalmente e com ilustrações os objetos e um psicólogo que não sabia do experimento associou corretamente as descrições de Swann com todos os objetos-alvo usados no experimento.
Alguns estudos alegam que algumas pessoas aparentaram terem sido capazes de induzir a projeção da consciência de maneira ponderada, através de visualizações enquanto dispostas em um estado meditativo, descontraído, ou em  sonhos-lúcidos. Em  experimento conduzido por Henrik Ehrsson em 2007 no Institudo de Neurologia na University College London, Ehrsson alegou que com o uso de óculos estereoscópicos 3D foi possível reproduzir a percepção de experiências fora do corpo nos voluntários do estudo. Os participantes alegaram que experimentaram a sensação de estarem sentados ao lado de seus corpos físicos mediante ilusão de ótica.